# Luo Xiaojuan
Luo Xiaojuan (chinesisch 骆晓娟, Pinyin Luò Xiǎojuān; * 12. Juni 1984 in Dafeng) ist eine ehemalige chinesische Degenfechterin.

## Karriere
Luo Xiaojuan war hauptsächlich mit der Mannschaft international erfolgreich. Auf kontinentaler Ebene konnte sie aber auch im Einzel Erfolge erzielen. Insgesamt sechsmal wurde sie zwischen 2005 und 2012 mit der chinesischen Equipe Asienmeisterin. Außerdem wurde sie 2009 mit der Mannschaft Vizeasienmeisterin. Im Einzel gelang ihr der Titelgewinn 2005 in Kota Kinabalu mit einem Finalerfolg über Qin Lanlan und 2009 in Doha mit einem Finalerfolg über ihre Landsfrau Xu Anqi. 2008 und 2010 wurde sie jeweils hinter der Südkoreanerin Jung Hyo-jung bzw. Li Na aus China Zweite. Bei den Asienspielen 2006 in Doha gewann sie nach einem Sieg gegen Südkorea die Goldmedaille mit der Mannschaft, vier Jahre darauf in Guangzhou hinter Japan die Silbermedaille. Im Einzel holte sie 2006 zudem Gold, nachdem sie sich im Halbfinale zunächst mit 15:14 gegen Xu Anqi und anschließend mit 13:10 gegen Nozomi Nakano aus Japan durchsetzte. Bei Weltmeisterschaften sicherte sich Luo mit der Mannschaft fünf Medaillen. 2002 in Lissabon gewann sie Bronze, 2008 in Peking, 2011 in Catania und 2013 in Budapest Silber. In Turin wurde Luo gemeinsam mit Li Na, Zhang Li und Zhong Weiping 2006 Mannschaftsweltmeisterin. Ihr bestes Abschneiden im Einzel war der elfte Rang, den sie 2010 in Paris erreichten konnte. Bei den Olympischen Spielen 2012 in London zog sie mit der Mannschaft, zu der neben Luo noch Li Na, Sun Yujie und Xu Anqi gehörten, nach Siegen gegen Deutschland und Russland, ins Finale gegen Südkorea ein, das mit 39:25 gewonnen wurde. Im Einzel unterlag sie in ihrem Auftaktgefecht Sarra Besbes aus Tunesien mit 9:15 und erreichte damit den 17. Rang. Ihr letztes internationales Turnier bestritt sie bei den Weltmeisterschaften 2013, wo sie den 63. Platz belegte.